# Bässörsskatan
Bässörsskatan är en del av en halvö i Finland. Den ligger i Korsholm i landskapet Österbotten, i den västra delen av landet, 400 km nordväst om huvudstaden Helsingfors.